# Maximilian Günther
Maximilian Günther (Oberstdorf, 2 juli 1997) is een Duits-Oostenrijks autocoureur.

## Carrière
Günther begon zijn autosportcarrière in het karting in 2006 en bleef hier tot 2010 actief. Hier won hij onder andere de KF3-klasse van de ADAC Kart Masters in 2010.
In 2011 stapte Günther over naar het formuleracing, waarbij hij deelnam aan de Formule BMW Talent Cup. Hij won twee races op het Circuito Monteblanco en het Autódromo Internacional do Algarve, waardoor hij achter Stefan Wackerbauer als tweede eindigde in het kampioenschap.
In 2012 tekende Günther een contract bij Mücke Motorsport, waar hij een jaar mocht trainen, en nam aan geen enkel kampioenschap deel. In 2013 maakte hij zijn debuut in de ADAC Formel Masters voor Mücke, dat in het kampioenschap onder de naam ADAC Berlin–Brandenburg e.V. reed. Op de Lausitzring behaalde hij zijn eerste twee overwinningen in het kampioenschap. Met negen andere podiumplaatsen eindigde hij achter zijn teamgenoot Alessio Picariello als tweede in het kampioenschap met 240 punten.
In 2014 bleef Günther in de ADAC Formel Masters voor Mücke rijden. Hij won vier races op de Motorsport Arena Oschersleben, het Circuit Park Zandvoort, de Lausitzring en de Sachsenring. Met zes andere podiumplaatsen eindigde hij achter Mikkel Jensen opnieuw als tweede in het kampioenschap met 262 punten.
In 2015 maakte Günther zijn Formule 3-debuut in het Europees Formule 3-kampioenschap, waarin hij opnieuw voor Mücke reed. Op het Circuit de Pau-Ville behaalde hij zijn eerste podiumplaats en op de Norisring won hij zijn eerste race in het kampioenschap. Na deze overwinning eindigde hij nog maar één keer in de punten en twee raceweekenden voor het einde van het seizoen verliet hij Mücke. In het laatste weekend op de Hockenheimring keerde hij terug bij het Prema Powerteam als vervanger van Nick Cassidy, die op dat moment andere verplichtingen had. In alle drie de races eindigde hij in de punten en hij sloot het seizoen af als achtste met 152 punten.
In 2016 bleef Günther in de Europese Formule 3 rijden voor Prema. Hij kende een goed seizoen waarin hij vier races won op het Circuit Paul Ricard, de Hungaroring, het Circuit Park Zandvoort en de Nürburgring, waarmee hij achter Lance Stroll als tweede eindigde in het klassement met 320 punten.
In 2017 reed Günther een derde seizoen in de Europese Formule 3 voor Prema. Hij won in totaal vijf races op het Circuit de Pau-Ville (tweemaal), de Hungaroring, de Norisring en de Hockenheimring. Ondanks dat hij met 383 punten een hogere score haalde dan het voorgaande seizoen, zakte hij in het kampioenschap en werd hij achter Lando Norris en Joel Eriksson derde in de eindstand.
In 2018 maakte Günther zijn debuut in de Formule 2 bij het team Arden International. In zijn eerste raceweekend op het Circuit de Barcelona-Catalunya behaalde hij direct een tweede plaats in de tweede race. Halverwege het seizoen won hij voor het eerst een race in de tweede race op Silverstone. Hij miste echter het laatste raceweekend op het Yas Marina Circuit om zich voor te bereiden op het Formule E-seizoen. Met 41 punten werd hij veertiende in de eindstand.
In het seizoen 2018-2019 maakte Günther zijn debuut in de Formule E, waarin hij uitkomt voor het team Dragon Racing, waar hij 17de werd met 20 punten.
In het seizoen 2019-2020 ging Günther naar BMW i Andretti Motorsport, waarbij hij de e-Prix van Santiago won.